# Mokujin
Mokujin (jap. drewniany człowiek) – postać fikcyjna z serii gier komputerowych Tekken, stworzona przez Namco Bandai Games. Po raz pierwszy pojawia się w grze Tekken 3.

## Opis postaci
Mokujin jest drewnianym manekinem, postawionym w muzeum, wykonanym z dębu mającego dwa tysiące lat. Stworzony został do walki z nadprzyrodzonymi siłami. Ożywił się i uzyskał świadomość w momencie, gdy Ogr, bóg wojny został uwolniony. Po tym jak Jin Kazama pokonał Ogra w trzecim turnieju żelaznej pięści, Mokujin powrócił do swojego pierwotnego stanu. Mokujin nie posiada własnego stylu walki. Potrafi natomiast naśladować style innych postaci. Mokujin jest niemy, ale umie komunikować się z ludźmi przy pomocy telepatii. W Tekken 3 posiada swój żeński odpowiednik.

## Inspiracja
Bezpośrednią inspiracją dla twórców Tekkena przy projektowaniu Mokujina był hongkoński film pod tytułem Zemsta tygrysa z Shaolin z 1976 roku. Niemowa, główny bohater filmu (w tej roli Jackie Chan) w jednej ze scen przechodzi „ścieżkę drewnianych ludzi”, czyli musi przejść przez szpaler drewnianych manekinów, które boksują i kopią, wprawiane w ruch przy pomocy przymocowanych do rąk i nóg łańcuchów. Mokujin wygląda dokładnie tak samo jak pokazane w filmie manekiny i nawet pozostawione zostały łańcuchy.